# Lepidoscia polystona
Lepidoscia polystona is een vlinder uit de familie van de zakjesdragers (Psychidae). De wetenschappelijke naam van deze soort is voor het eerst voorgesteld als Xysmatodona polystona door Alfred Jefferis Turner in een publicatie uit 1914.
De soort komt voor in Australië (Nieuw-Zuid-Wales).